# 日本ロジスティクスファンド投資法人
日本ロジスティクスファンド投資法人（にほんロジスティクスファンドとうしほうじん）は、東京都千代田区に本部を置く投資法人。東証上場（J-REIT）。

## 概要
三井物産、三井住友信託銀行、ケネディクスがスポンサーであり、資産運用会社は三井物産ロジスティクス・パートナーズ（出資比率：三井物産アセットマネジメント・ホールディングス株式会社70%、三井住友信託銀行株式会社20%、ケネディクス株式会社10%）である。
2005年（平成17年）設立の日本で初めての物流特化型のJ-REITである。2番めの物流特化型リートであるGLP投資法人の上場する2012年（平成24年）までは唯一の物流特化型リートであった。

### 再開発
本投資法人自身で老朽物件を再開発する、独自の取り組みを実施している。
- 大東物流センター - J-REIT初の大規模建替・再開発案件。2008年（平成20年）11月に再開発を発表[3]。2010年（平成22年）7月に完了[4]。
- 八千代物流センター
- 清須物流センター
- 春日井物流センター
- 浦安物流センター

## 沿革
- 2005年（平成17年）2月22日 - 本投資法人設立。
- 2005年（平成17年）5月9日 - 東証に上場。
- 2014年（平成26年）2月1日 - 投資口1口を5口に分割。

## ポートフォリオ
52物件、資産規模（取得価格合計）2,906億円、鑑定評価額4,087億円と大きな含み益を有している（2023年3月現在）。保有物件の6割以上が国道16号内である。